# Jan Górski (zm. 1588)
Jan Górski herbu Łodzia (zm. 1588) – starosta wschowski w latach 1572–1588.
Był wyznawcą luteranizmu.